# Пресека (Зубин Поток)
Пресека (код локалног становништва уобичајен је ијекавски назив Пресјека) је насеље у општини Зубин Поток на Косову и Метохији. Атар насеља се налази на територији катастарске општине Брњак. Село се налази између висова Мокре Горе у близини изворишта брњачке реке. Често се сматра засеоком Брњака. У селу постоје остаци старе црквине и записа. После ослобађања од турске власти место је у саставу Звечанског округа, у срезу митровичком, у општини брњачкој и 1912. године има 84 становника.

## Демографија
Насеље има српску етничку већину.
Број становника на пописима:
- попис становништва 1948. године: 97
- попис становништва 1953. године: 110
- попис становништва 1961. године: 123
- попис становништва 1971. године: 133
- попис становништва 1981. године: 102
- попис становништва 1991. године: 65